# 杜凯提乌斯
杜凯提乌斯（希臘語：Δουϰέτιος，？—前440年）。古希腊政治家，出生于西西里岛，早年在该岛接受希腊式教育。前5世纪中后期，西西里岛动荡不安，他通过战争而闻名遐迩，但于公元前450年被击败而溃逃。公元前440年病死。